# لويس كيمبرلي
لويس كيمبرلي (بالإنجليزية: Lewis Kimberly)‏ هو ضابط أمريكي، ولد في 22 أبريل 1830 في تروي في الولايات المتحدة، وتوفي في 28 يناير 1902 في West Newton, Massachusetts ‏ في الولايات المتحدة.